# Cliffortia teretifolia
Cliffortia teretifolia är en rosväxtart som beskrevs av Carl von Linné d.y.. Cliffortia teretifolia ingår i släktet Cliffortia och familjen rosväxter. Inga underarter finns listade i Catalogue of Life.